# Skt. Helena-præstekrave
Skt. Helena-præstekrave (Charadrius sanctaehelenae) er en vadefugl, der lever på Sankt Helena.